# Polina
|  | Per a altres significats, vegeu «Anna Polina». |

Polina és un poble a la regió de Banská Bystrica d'Eslovàquia. La primera menció escrita de la vila es remunta al 1325.

## Demografia
| Godina             | 1994 | 2004   | 2014   | 2024    |
| ------------------ | ---- | ------ | ------ | ------- |
| Nombre de persones | 127  | 124    | 120    | 103     |
| Diferència         |      | −2,36% | −3,22% | −14,16% |

| Godina             | 2023 | 2024   |
| ------------------ | ---- | ------ |
| Nombre de persones | 101  | 103    |
| Diferència         |      | +1,98% |